# Arachneosomatidia beatriceae
Arachneosomatidia beatriceae là một loài bọ cánh cứng trong họ Cerambycidae.